# تولستوی (داکوتای جنوبی)
تولستوی(به انگلیسی: Tolstoy) شهری در ایالت داکوتای جنوبی کشور ایالات متحده آمریکا است که جمعیت آن در سرشماری سال ۲۰۱۰ میلادی، ۳۶ نفر بوده‌است.